# JCSAT-17
JCSAT-17 (auch JCSat 17) ist ein japanischer Kommunikationssatellit der SKY Perfect JSAT Corporation.

## Technische Daten
Am 3. Februar 2016 bestellte die SKY Perfect JSAT Corp. bei Lockheed Martin einen neuen geostationären Kommunikationssatelliten für ihre Flotte. Diese bauten JCSAT-17 auf Basis ihres modernisierten LM-2100-Satellitenbusses und rüsteten ihn mit C-Band und Ku-Band-Transpondern aus. Außerdem hat der Satellit eine 18 m große, entfaltbare S-Band-Antenne an Bord, welche von der Harris Corporation hergestellt wurde. JCSAT-17 wog beim Start etwa 5900 kg und besitzt eine geplante Lebensdauer von über 15 Jahren. Des Weiteren ist er dreiachsenstabilisiert und wird von zwei großen Solarpanelen und Batterien mit Strom versorgt.

## Missionsverlauf
Im Januar 2017 wurde Arianespace für den Start von JCSAT-17 beauftragt. Der Satellit wurde im Januar 2020 nach Französisch-Guayana transportiert und dort für den Start vorbereitet.
JCSAT-17 wurde am 18. Februar 2020 auf einer Ariane-5-Trägerrakete vom Raumfahrtzentrum Guayana zusammen mit dem südkoreanischen Wettersatelliten GEO-Kompsat 2B in eine geostationäre Transferbahn gebracht. Er erreichte seine geostationäre Umlaufbahn durch Zünden des Bordmotors, wo er dann bei 136° Ost stationiert wurde. Von dort aus versorgt er ganz Japan und die umliegenden Regionen mit Kommunikationsdienstleistungen.